# Mete Zihnioglu
 (juillet 2025).
Motif : l'utilisateur qui a apposé ce bandeau n'a pas précisé le motif de la pose.
- Archive Wikiwix
- Bing
- Cairn
- DuckDuckGo
- E. Universalis
- Gallica
- Google
- G. Books
- G. News
- G. Scholar
- Persée
- Qwant
- (zh) Baidu
- (ru) Yandex
- (wd) trouver des œuvres sur Wikidata

| 1. | Préciser le motif de la pose du bandeau. | Précisez le motif de la pose du bandeau en utilisant la syntaxe suivante : {{admissibilité à vérifier\|date=juillet 2025\|motif=remplacez ce texte par le motif}}                   |
| 2. | Informer les utilisateurs concernés.     | Pensez à avertir le créateur de l'article, par exemple, en insérant le code ci-dessous sur sa page de discussion : {{subst:avertissement admissibilité à vérifier\|Mete Zihnioglu}} |

 (octobre 2016).
Si vous disposez d'ouvrages ou d'articles de référence ou si vous connaissez des sites web de qualité traitant du thème abordé ici, merci de compléter l'article en donnant les références utiles à sa vérifiabilité et en les liant à la section « Notes et références ».
Mete Zihnioglu, né en 1956 en Turquie, est un photojournaliste et directeur d’agence de presse photographique. Il vit et travaille à Paris.

## Biographie
Mete Zihnioglu arrive en France en 1973, année de création de l’agence Sipa Press.
Turc, il est engagé par cette agence (dont le fondateur est Gökşin Sipahioğlu)  comme archiviste, puis devient laborantin, puis photographe couvrant l’actualité internationale.
En mars 1983, alors qu’il est un des six photographes accrédités, on lui doit la photo de Jean-Paul II décoiffé et déstabilisé à sa descente d’avion à son arrivée à Port-au-prince à Haïti.
Nommé directeur technique dans les années 90, il fait prendre alors à l’agence le virage réussi de la photographie numérique.
En 2006, il devient directeur général adjoint de l'agence. En 2022, il devient directeur général de l’agence.
Il est par ailleurs président de la FNAPPI (Fédération Nationale des Agences de Presse  Photos et d’Informations).